# Otto Jung (Maler)

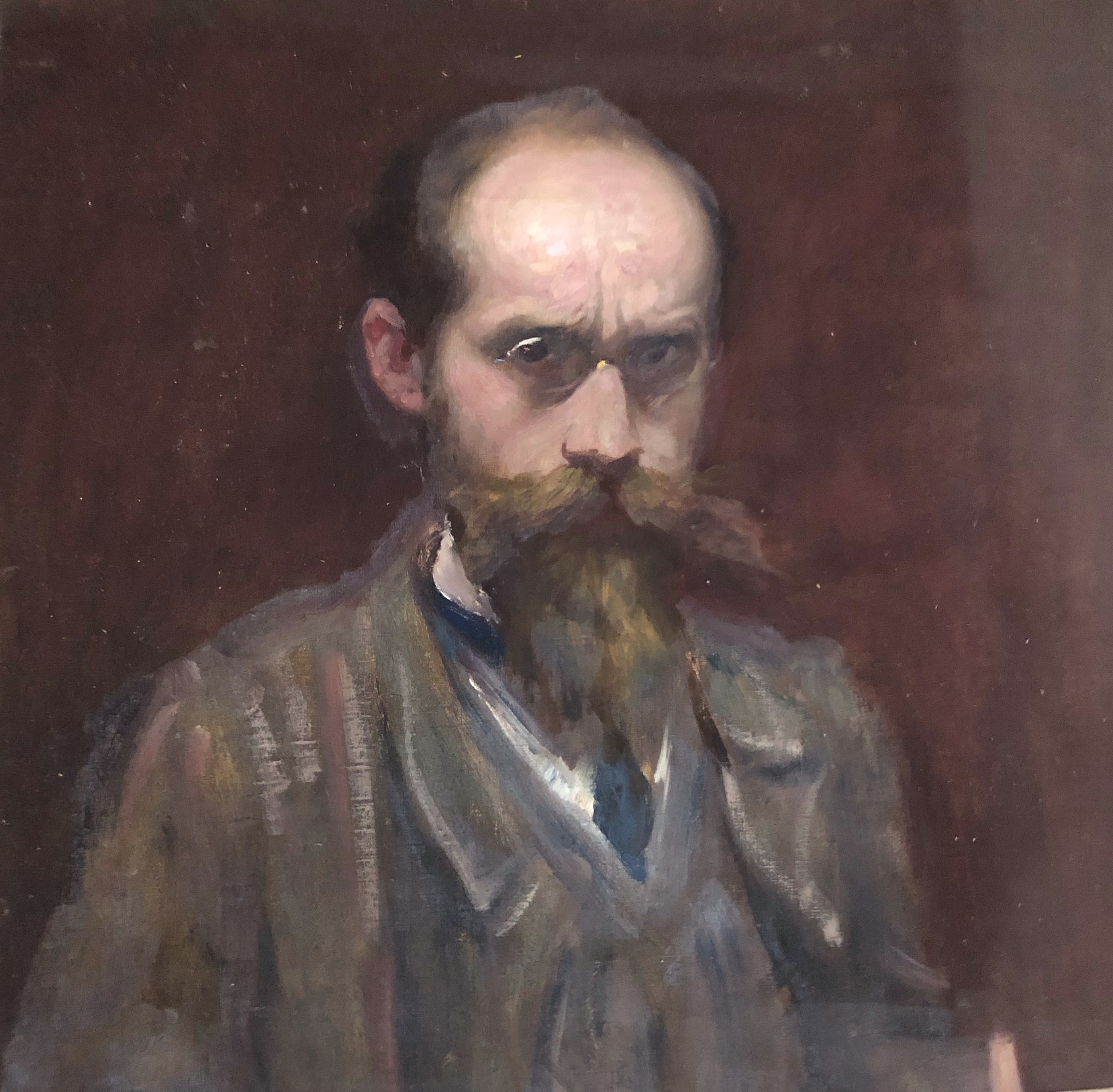
Otto Jung: Selbstbildnis

Otto Jung (* 28. März 1867 in Ostdorf bei Balingen; † 28. August 1935 in Stuttgart) war ein deutscher Landschafts- und Porträtmaler.

## Leben
Otto Jung wurde als zweites von neun Kindern des Bauwerkmeisters Johannes Jung (1833–1916) und dessen Gattin Johanna Herre-Jung (1841–1924) geboren. Als er zwei Jahre alt war, zog die Familie nach Böhmen, wo Johannes Jung in der Gegend um Prag Eisenbahnanlagen und -brücken baute. 1874 kehrten sie nach Stuttgart zurück.
Nach Abschluss des Realgymnasiums 1882 durchlief Jung an der Württembergischen Kunstgewerbeschule eine Lehre zum Holzschneider. 1889 wechselte er an die Königliche Kunstschule und begann gegen den Willen des Vaters seine Ausbildung zum Kunstmaler. Nach der Berufung des Genre- und Porträtmalers Caspar Ritter an die Kunstakademie Karlsruhe wechselte Jung in die im Gegensatz zu Stuttgart deutlich freisinniger und humanistischer geprägte Stadt, um dort seine Ausbildung zu beenden. Der Wechsel nach Karlsruhe geschah vermutlich auf Anraten seiner Mitstudentin Bertha Malzacher, die er Anfang 1891 an der Kunstschule kennengelernt hatte und mit der er sich 1894 verlobte. Nach Jungs Rückkehr nach Stuttgart teilten sie sich ein Atelier an der Werastraße. Neben dem Unterrichten privater Malklassen stellte Jung regelmäßig im Württembergischen Kunstverein, 1896 und 1913 im Münchner Glaspalast aus. Aus der 1898 geschlossenen Ehe mit Bertha Malzacher gingen drei Kinder hervor, geboren 1899, 1901 und 1904.
Jung erhielt vermehrt Aufträge aus dem Umfeld seiner beiden wohlhabend verheirateten Schwestern, die in der aufstrebenden Industriestadt Ebingen wohnten. 1910 trat er der Freimaurerloge „Zur aufgehenden Sonne“ bei.  Über neue Bekanntschaften in Humanisten- und Gelehrtenkreisen lernte er den hessischen Universitätsprofessor August Messer kennen. Die großbürgerliche Gesellschaft der Universitätsstadt Gießen fand in den folgenden Jahren großen Gefallen an Jungs Porträts und Landschaftsbildern. Er avancierte zum äußerst erfolgreichen Porträtisten, ließ aber die Familie oft mehrere Wochen alleine zurück, worunter die Ehe zunehmend litt.
Mit dem Ersten Weltkrieg und der anschließenden Wirtschaftskrise verschlechterten sich die Auftragslage und die finanzielle Situation der Familie. Von seiner eigentlichen Passion, der Freiluftmalerei, ließ er sich allerdings nicht abbringen und zog sich zunehmend aus dem familiären und gesellschaftlichen Leben zurück, um in der Natur zu malen. Er starb 1935 in Stuttgart im Alter von 68 Jahren.

## Werk

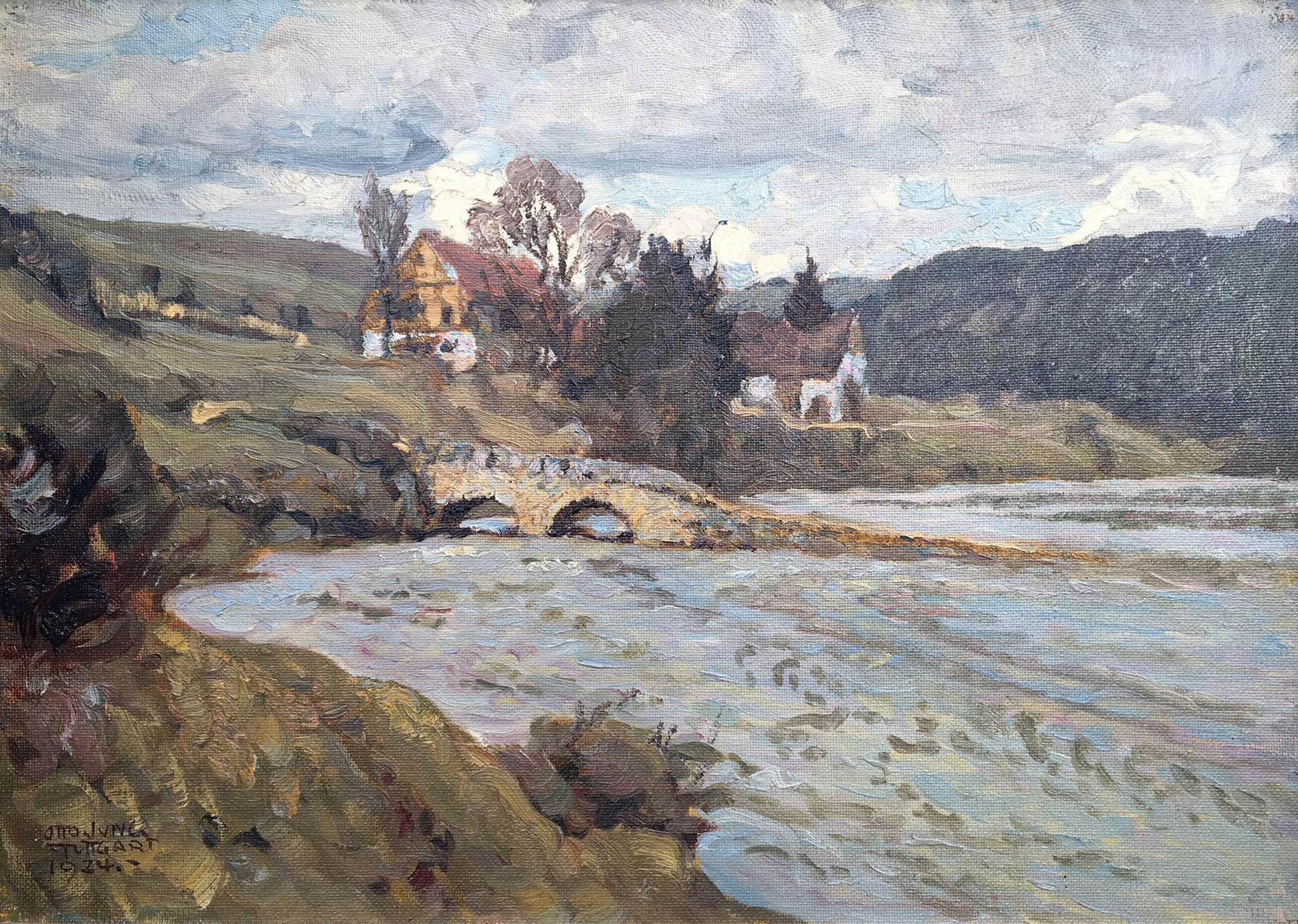
Schmeinenhöfe bei Frohnstetten, gemalt 1924

Otto Jungs Frühwerk zeigt Einflüsse seiner Karlsruher Professoren Gustav Schönleber, Claus Meyer und Caspar Ritter. Jung erwies sich als begnadeter Zeichner und Porträtist. Von Casper Ritter lernte er, in der Manier Franz von Lenbachs, Bildnisse nach Fotografien zu malen. Die Technik ermöglichte mehr Lebensnähe und ein gezielteres Hervorheben individueller Eigenschaften. Damit traf er einen Nerv der Zeit, denn solch „fotografische Porträts“ in Öl erfreuten sich bei der gehobenen Kundschaft großer Beliebtheit.
In den Jahren um die Jahrhundertwende lockerte Jung seine Malweise unter dem Eindruck der französischen Impressionisten und integriert Elemente des Jugendstils. Er durchmischte seinen in der Regel eher nüchternen Stil vermehrt mit symbolistisch unterlegten Motiven. Zu derselben Zeit entstanden zahlreiche städtische Ansichten aus Stuttgart, „die mit ihren «schmutzigen» Ockertönen an die Werke der sogenannten Schwäbischen Impressionisten“ Hermann Pleuer und Otto Reiniger erinnern. In der Freiluftmalerei entdeckte Jung schließlich seine große Passion, und er malte immer häufiger in der freien Natur. In den 1910er Jahren fand er zu einer stark reduzierten, großzügigen Pinselführung, die in Richtung der fast expressiven Malauffassung eines Felix Hollenberg führte.
Nach der Geburt der Kinder fand Jung seine Motive häufiger im Familienkreis. Neben Auftragsporträts von Gelehrten, Politikern und Persönlichkeiten aus Wirtschaft und Kultur hatte Jung großen Erfolg mit Kinder- und Familienbildnissen, die allerdings stark vom damaligen Zeitgeschmack geprägt sind. Jung entstammte selbst keinem vermögenden Umfeld und blieb aufgrund seiner familiären Situation immer von Auftragsarbeiten abhängig. Die gewaltige Anzahl teilweise fast fotorealistischer Bildnisse des süddeutschen Großbürgertums liefern ein einzigartiges Abbild der damaligen Gesellschaft.
In seinem Spätwerk verfolgte Jung seine frühen expressionistischen Ansätze nicht mehr weiter. Allerdings konzentrierte er sich wieder verstärkt auf eine radikal «entschlackte» Landschaftsmalerei, die in ihrer monochromen Stille seinen unverwechselbaren Malstil prägte.
Lange Zeit etwas in Vergessenheit geraten, wurden Jungs Arbeiten erst in den 1980er Jahren von der Kunstwelt wiederentdeckt. Seine erhaltene Bilder finden sich heute verstreut, viele sind in Privatbesitz. Regelmäßig tauchen daher Werke bei Auktionen auf. In öffentlichen Sammlungen ist er dennoch vertreten: In Stuttgart besitzen beispielsweise das Kunstmuseum und das Stadtarchiv mehrere Gemälde. Auch im Kreisarchiv des Zollernalbkreises, wo die Kunstsammlung des Zollernalbkreises aufbewahrt wird, befinden sich Gemälde von Otto Jung.

## Ausstellungen (Auswahl)
- 1897–1917: regelmäßige Teilnahme an den Jahresausstellungen im Württembergischen Kunstverein
- 1896 und 1913: Internationale Kunstausstellung im Münchner Glaspalast
- 1927: Realschule Ebingen, Retrospektive zum 60. Geburtstag von Otto Jung
- 1929: Oberhessischer Kunstverein Giessen, Otto Jung
- 1984: Wilhelmspalais Stuttgart, Otto Jung
- 1985: Kreissparkasse Balingen, Bilder der Alb und schwäbische Landschaften von Otto Jung
- 1990: Kunsthaus Bühler, Stuttgart, Otto Jung
- 1991: Galerie am Obertor, Ravensburg, Otto Jung, 1867–1935, Bilder aus Oberschwaben